# В мёртвой петле
«В мёртвой петле» — художественный фильм о Сергее Уточкине и первых русских авиаторах, поставленный Николаем Ильинским и Суламифью Цыбульник на Киностудии имени А. Довженко, дебют Ильинского. Один из лидеров советского проката за 1963 год: 20-е место среди отечественных картин при 21,1 млн зрителей.

## Сюжет
Фильм повествует о любимце Одессы начала XX века, одном из первых российских лётчиков — Сергее Уточкине.
Сюжет обнимает три года, с 1910-го по 1913-й, от первого полёта Уточкина до мёртвой петли Нестерова. Строго историческим фильм не является (Уточкин полетел на неделю позже М.Н. Ефимова, тогда как в фильме он озорно, в тот же день, летит на самолёте первого русского лётчика).
В фильме много подспудной и откровенной антицаристской пропаганды: с идеей развития отечественного воздухоплавания Уточкин обращался к высшим чиновникам, но его не приняли всерьёз и поместили в психиатрическую лечебницу. Но фильм кончается на оптимистической ноте.

## В ролях
| Актёр                            | Роль           |
| -------------------------------- | -------------- |
| Олег Стриженов                   | Сергей Уточкин |
| Виктор Коршунов                  | Нестеров       |
| Станислав Чекан                  | лётчик Ефимов  |
| Александр Мовчан                 | Васильев       |
| Николай Лебедев                  | Григорий Палий |
| Шпрингфельд, Павел Александрович | Фра Дияволо    |
| Владимир Дальский                | Фрико          |
| Эльза Леждей                     | Елена          |
| Ефим Копелян                     | Анатра         |
| Дмитрий Милютенко                | Дырина         |

### В эпизодах
| Актёр               | Роль          |
| ------------------- | ------------- |
| Григорий Тесля      | рыбак         |
| Вячеслав Крунчак    |               |
| Геннадий Мичурин    |               |
| Николай Волков      | барон Ксидиас |
| Сергей Петров       |               |
| Георгий Бабенко     |               |
| Александр Сумароков |               |
| Николай Пишванов    |               |
| Юрий Медведев       | одессит-циник |
| Анатолий Скибенко   |               |
| Пётр Вескляров      |               |
| Валентин Грудинин   |               |
| Юнона Яковченко     |               |

### Нет в титрах
| Актёр             | Роль          |
| ----------------- | ------------- |
| Таисия Литвиненко |               |
| Надежда Титаренко | мать Уточкина |
| Лев Перфилов      | офицер        |
| Клавдия Хабарова  |               |
| Сергей Дворецкий  |               |

## Съёмочная группа
- Сценаристы: Леонид Трауберг при участии Семёна Тимошенко
- Режиссёры-постановщики: Николай Ильинский, Суламифь Цыбульник
- Оператор: Михаил Чёрный
- Композитор: Вадим Гомоляка
- Художник: Вульф (Владимир) Агранов
- Художественный руководитель: Леонид Трауберг
- Оркестр Украинского радио, дирижёры Вениамин Тольба, Вадим Гнедаш
- Директор картины: Борис Жолков

## Замысел
Идея постановки возникла в 1940 году, когда Леонид Трауберг принёс на «Ленфильм» сценарий «Мёртвая петля» о русском авиаторе Сергее Уточкине. В 1941 году фильм был запущен в производство. Режиссёрами выступили Семён Тимошенко и Борис Бабочкин, для которого фильм стал дебютом. Бабочкин также исполнял главную роль — до этого он уже играл авиаконструктора в картине 1937 года «Большие крылья», все копии которой были утеряны.
Однако вскоре производство остановили из-за начавшейся войны. На тот момент было отснято около трети материала. Тимошенко удалось сохранить режиссёрский сценарий, эскизы художника и фотографии Бабочкина в гриме Уточкина (опубликованы в журнале «Искусство кино» за 1984 год в качестве иллюстраций к статье «Величие простоты» Евгения Куманькова вместе с кадрами из фильма «Большие крылья»). Многие годы он мечтал вернуться к герою, вместе с Траубергом написал новый вариант сценария, но до съёмок так и не дожил.

## Съёмки
В 1961 году Киностудия Довженко запустила в производство новый вариант сценария, съёмки начались в ноябре, в Киеве. Первый режиссёр-постановщик был уволен в том же году после отсмотра материала; на его место были приглашены сразу два режиссёра — Николай Ильинский и Суламифь Цыбульник, они и указаны в титрах. С марта по май съёмки проходили в Одессе, затем — в Риге и Ленинграде.

Исполнитель главной роли Олег Стриженов вспоминал, что работа шла ежедневно и напряжённо. А на майские праздники в Одессу приехал Московский театр массовых зрелищ, которым тогда руководил его приятель Илья Рахлин. Он предложил Стриженову проехаться по стадиону в открытом старинном автомобиле в костюме Уточкина, которым управлял разместившийся в радиаторе и невидимый публике шофёр:
«Вечером на стадионе мы с Павлом Шпрингфельдом в своих игровых костюмах залезли в автомобиль, я — за руль, он — на заднее сиденье. И вот выезжаем на стадион. Все шумно аплодируют. И вдруг мне в голову приходит шальная мысль. Я бросил руль и через спинку сиденья перебрался назад к Паше. Машина продолжает катить по кругу, но уже без водителя! Эффект был громадный! Стадион в восторге рукоплескал! Когда уже за пределами стадиона мы ехали таким же манером по аллеям парка, прогуливающаяся публика разбегалась по сторонам, ужасаясь виду автомобиля, за рулем которого никого не было».

## Отзывы
По мнению обозревателя журнала «Советский экран» Мирона Петровского, «картина снята, смонтирована и во многом поставлена гораздо интересней, чем это часто бывает на Киевской студии». Отмечая игру Олега Стриженова, который сумел передать незаурядный характер Уточкина, пусть и с некоторыми отстутплениями от исторического прототипа, журналист в первую очередь подчёркивает особенности сценария:
«Сценарий Л. Трауберга (при участии С. Тимошенко) о первых русских лётчиках был написан ещё до войны, в пору выдающихся успехов советских авиаторов, и приобрёл по-новому актуальное звучание в пору выдающихся успехов советских космонавтов... Сценарий был построен как спор о национальном характере. Является ли присловутая удаль главной чертой русского характера — вот что оспаривал сценарист. Вся система образов, всё развитие сюжета приводило к выводу, что трезвый расчет в такой же мере свойственен русскому характеру, как и безудержная удаль. Поэтому победителем в сценарии (как и в жизни) оказывался не Уточкин, а Нестеров, синтезировавший оба качества. Поэтому Нестерову, а не Уточкину, удалось (в действительности, как и в сценарии) первым осуществить „мёртвую петлю“».
Людмила Данилова и Юрий Чирва тоже высоко отзываются о сценарии: «по существу прекрасная, хотя и несколько архаическая драматургия», где каждая сцена «построена как вполне самостоятельный эпизод, со своей темой, со своим конфликтом», при этом отмечая особенности образа Уточкина. 

«Этот образ предполагал само собой разумеющимися острую характерность, сочность бытовых, этнографических красок, щедрость южного темперамента... Ничего похожего в образе, созданном Стриженовым, нет. Его герою не свойственно бездумное наслаждение жизнью, в нём не бьёт через край энергия одессита, страстный азарт игрока, легкомыслие кумира одесских мальчишек. Неизменный победитель всех состязаний, он выходит вперёд и побеждает не силой мускулов и ожесточением бойца, а точным и умным рассчётом...
Сергей Уточкин — маленький протестант. Вынужденный работать на хозяев, для „всей этой швали из главных лож: господ, дамочек“, он в душе остро ненавидит эту публику. Но его ненависть бесплодна. Порой она уже получает вполне конкретный формы, по преимуществу анархические. Это столкновение с миллионером Анатрой после гибели Гейнца на мотоциклетных гонках. Это попытка „шарахнуть“ по одесской швали так, „чтобы она рассыпалась“ — поездка на автомобиле по панелям и тротуарам. Это и гонки на мотоцикле по одесской лестнице. Но все эти эксцентрические поступки больше похожи на мальчишеское озорство, чем на действительное понимание зла».